# Kraljevstvo Deira
Kraljevstvo Deira (staroengleski: Derenrice, engleski: Kingdom of Deira, usporedi skandinavski Deren Riket i germanski Deren Reich), bilo je kraljevstvo Angla u Sjevernoj Engleskoj iz 6. stoljeća.
Prostiralo se od estuarnog ušća rijeke Humbera do rijeke Tees te od mora do zapadnog ruba riječne doline kod Yorka. 
Poslije se spojilo s kraljevstvom Bernicijom koje se je nalazilo sjeverno, čime je nastalo novo kraljevstvo, Kraljevstvo Northumbrija. Deira je tako postala potkraljevstvom.
Time je Deira bila pretečom jedne od država tradicijske Heptarhije, u koju je Henrik Huntingtonski u svojim tekstovima iz 12. stoljeća ubrojio i Merciju, Istočnu Angliju, Essex, Kent, Sussex i Wessex. 
Ime ovog kraljevstva britskog je podrijetla. Vjerojatno dolazi od riječi deifr, što znači "vode" ili od riječi "daru", što znači "hrast". U tom bi slučaju značilo "ljudi s rijeke Derwent", izvedenica čega se također nalazi u latinskom imenu za Malton, Derventio.
Prema Šimunu Durhamskom, prostiralo se od ušća rijeke Humbera do rijeke Tyne, no zemlja je bila pusta sjeverno od rijeke Teesa. Nakon što se britsko kraljevstvo centriralo oko Eboracuma, kojeg su možda zvali Ebrauc, a nakon što ga je zauzeo Edvin, grad Eboracum postao je glavnim gradom te su ga Angli nazvali Eoforwic (veprovsko mjesto) by the Angles. Prije tog, najvjerojatniji glavni grad bio je u ili blizu Pocklingtona.
Sv. Beda Časni je pisao o ovom kraljevstvu u svom djelu Historia ecclesiastica gentis Anglorum.

## Povijesni razvitak
- Britanija u vrijeme Gildasa 540. godine.
- Narodi na Britaniji oko 600. godine.